# Malick Mbaye (cầu thủ bóng đá, sinh 2004)
Malick Mbaye (sinh ngày 6 tháng 4 năm 2004) là một cầu thủ bóng đá chuyên nghiệp Sénégal hiện tại đang chơi ở vị trí tiền đạo cho câu lạc bộ Metz tại Ligue 2.

## Sự nghiệp thi đấu

### Metz
Tháng 2 năm 2023, Mbaye gia nhập Metz tại Ligue 2. Sau động thái này, anh ấy được trích dẫn lời nói rằng anh ta "rất vui khi được gia nhập câu lạc bộ tuyệt vời này". Anh ấy đã có trận ra mắt không chính thức cho câu lạc bộ, ghi bàn thắng duy nhất cho đội bóng của mình trong trận giao hữu hòa 1–1 trước RFC Seraing.

## Sự nghiệp thi đấu quốc tế
Mbaye đại diện cho Senegal tại Giải vô địch các quốc gia châu Phi 2022, nơi anh ấy đã gây ấn tượng khi Senegal lần đầu tiên vô địch giải đấu.

## Thống kê sự nghiệp

### Câu lạc bộ
Tính đến 7 tháng 4 năm 2023
| Câu lạc bộ          | Mùa giải            | Giải đấu                        | Giải đấu | Giải đấu | Cúp  | Cúp | Khác | Khác | Tổng cộng | Tổng cộng |
| Câu lạc bộ          | Mùa giải            | Hạng                            | Trận     | Bàn      | Trận | Bàn | Trận | Bàn  | Trận      | Bàn       |
| ------------------- | ------------------- | ------------------------------- | -------- | -------- | ---- | --- | ---- | ---- | --------- | --------- |
| Génération Foot     | 2021–22             | Giải Bóng đá Ngoại hạng Senegal | 19       | 2        | 0    | 0   | 0    | 0    | 19        | 2         |
| Génération Foot     | 2022–23             | Giải Bóng đá Ngoại hạng Senegal | 1        | 0        | 0    | 0   | 0    | 0    | 1         | 0         |
| Génération Foot     | Tổng cộng           | Tổng cộng                       | 20       | 2        | 0    | 0   | 0    | 0    | 20        | 2         |
| Metz 2              | 2022–23             | Championnat National 2          | 4        | 1        | –    | –   | 0    | 0    | 4         | 1         |
| Tổng cộng sự nghiệp | Tổng cộng sự nghiệp | Tổng cộng sự nghiệp             | 24       | 3        | 0    | 0   | 0    | 0    | 24        | 3         |

### Quốc tế
Tính đến 7 tháng 4 năm 2023
| Đội tuyển quốc gia | Năm       | Trận | Bàn thắng |
| ------------------ | --------- | ---- | --------- |
| Sénégal            | 2023      | 6    | 0         |
| Tổng cộng          | Tổng cộng | 6    | 0         |